# Laura Brandão
Laura Brandão, nascida Laura da Fonseca e Silva ( Rio de Janeiro, 1891 - 28 de janeiro de 1942, em Ufá, União Soviética), foi poetiza e declamadora renomada nos salões literários do Rio de Janeiro na primeira década do século XX. Foi esposa do dirigente comunista Octávio Brandão.

## Vida
Filha do professor Domingos Leopoldino da Fonseca e Silva com Jacinta Cavalcanti, nasceu Laura da Fonseca e Silva em 28 de agosto de 1891. Foi casada com o anarquista e então futuro dirigente do Partido Comunista Brasileiro, Octávio Brandão. No início da década de 1920 tornou-se uma das primeiras agitadoras comunistas brasileiras, ajudando a editar o jornal A Classe Operária. Presa e agredida várias vezes pela polícia, acabou sendo expulsa do país juntamente com sua família após a Revolução de 1930. Exilou-se na União Soviética onde trabalhou como locutora na rádio de Moscou e contribuiu no movimento de resistência às tropas nazistas que ocuparam aquele país em junho de 1941. Gravemente doente, morreu no interior do território soviético, na cidade de Ufá, sozinha e isolada da família, em 28 de janeiro do ano seguinte. Em 1965, os restos mortais de Laura Brandão foram trasladados de Ufá para Moscou, sendo então sepultada no cemitério de Novodevitchi, onde heróis, intelectuais e figuras renomadas da Rússia lá estão. 